# Leucocoprinus biornatus
Leucocoprinus biornatus är en svampart som först beskrevs av Berk. & Broome, och fick sitt nu gällande namn av Marcel Locquin 1945. Leucocoprinus biornatus ingår i släktet Leucocoprinus och familjen Agaricaceae.   Inga underarter finns listade i Catalogue of Life.